# Новая норма (Родина)
«Новая норма» (англ. «New Normal») — десятый эпизод пятого сезона американского драматического телесериала «Родина», и 58-й во всём сериале. Премьера состоялась на канале Showtime 6 декабря 2015 года.

## Сюжет
Сол (Мэнди Патинкин) освобождён, когда Крупин (Марк Иванир) признаёт, что русские организовали взрыв самолёта генерала Юссефа. Кэрри (Клэр Дэйнс) и Сол убеждены в виновности Эллисон (Миранда Отто) и разочарованы, когда Дар Адал (Ф. Мюррей Абрахам) отказывается принимать окончательное решение без дополнительных доказательств. Дар также делает предположение Солу, что тихое снижение Эллисон в рядах ЦРУ может оказаться лучшим решением в политическом смысле, нежели массовый скандал, который разразится, если будет разоблачено, что русский агент дослужился до шефа станции ЦРУ. Сол пытается получить признание от Эллисон, но когда она рассказывает о гибели коллег из ЦРУ, которые, он считает, приписаны к Эллисон, он в гневе накидывается на неё и охрана уводит его.
Биби Хамед (Рене Ифра) выпускает видео для общественности, в котором он требует, чтобы Совет Безопасности ООН официально признал «Исламское государство», или он выпустит химическую атаку на крупный европейский город через 24 часа. Он также выпустил видео с воздействием газа зарина на Куинна (Руперт Френд). Кэрри и Астрид (Нина Хосс), предполагая, что Куинн был убит газом, неоднократно пересматривают ужасное видео в поисках подсказки, где оно было записано. Они обращают внимание на мозаику на полу, благодаря которой БНД удаётся выйти на след конкретного художника.
Биби узнаёт, что был найден пустой контейнер атропина, и понимает, что его ввели Куинну. Чтобы выманить предателя, он приказывает обыскать все сумки. К удивлению Казима (Алиреза Байрам), убивают Захира, когда у него в сумке не оказалось атропина. Биби позже раскрывает Казиму, что он подменил сумки, чтобы защитить Казима, так как он его родственник, но угрожает жизни Казима, если он опять станет непокорным.
Дар уведомляет БНД, что Куинн смог проникнуть в ячейку в Берлине, руководимую племянником Абу Аль-Кадули. С этой информацией, БНД определяет личность Биби. Перекрёстно ссылаясь на места недавних покупок кредитной картой Биби и здания, в которых есть работа художника, БНД удаётся сузить поиск до нескольких мест. При расследовании одного из адресов, Кэрри и Астрид находят Куинна, который едва цепляется за жизнь, а также тело Захира. Куинна доставляют в больницу и помещают в реанимацию.

## Производство
Режиссёром эпизода стал Дэн Аттиас, а сценарий написали исполнительный продюсер Мередит Стим и Шарлотта Стоудт.

## Реакция

### Рецензии
Эпизод получил рейтинг 64%, со средним рейтингом 6.8 из 10, на сайте Rotten Tomatoes, чей консенсус гласит: «"Новая норма" берёт новый захватывающий поворот, но лишь за счёт долго-супоросной шпионской истории, установленной предыдущим эпизодом „Родины“.»
Прайс Питерсон из «New York Magazine» оценил эпизод на 4 звезды из 5, отметив его эффективность в соединении сюжетных линий сезона и передаче ужаса обстоятельств персонажей. Скотт Коллура из IGN оценил эпизод на 8.0 из 10, сказав, что ключевые сцены, с участием Эллисоном и Куинна, были убедительными. Итан Реннер из «The Baltimore Sun» чувствовал, что эпизод был «немного разочаровывающим».

### Рейтинги
Во время оригинального показа, эпизод посмотрели 1.74 миллионов зрителей, что стало ростом по сравнению с аудиторией прошлой недели, которая составила 1.42 миллионов зрителей.